# Championnat du Koweït de football 1986-1987
Navigation
Saison précédente Saison suivante
La saison 1986-1987 du Championnat du Koweït de football est la vingt-sixième édition du championnat de première division au Koweït. La Premier League regroupe les huit meilleurs clubs du pays au sein d'une poule unique où ils s'affrontent deux fois au cours de la saison, à domicile et à l'extérieur. À la fin de la compétition, le dernier du classement est relégué et remplacé par le champion de deuxième division.
C'est le Kazma Sporting Club, tenant du titre, qui remporte à nouveau le championnat en terminant en tête du classement final, avec six points d'avance sur Al Arabi Koweït et sept sur Al Kuwait Kaifan. C'est le 2e titre de champion du Koweït de l'histoire du club.

## Les clubs participants
| - Al Arabi Koweït - Al-Salmiya SC - Kazma Sporting Club - Al Kuwait Kaifan | - Qadsia Sporting Club - Al Fehayheel - Al Yarmouk - Al Tadamon Farwaniya - Promu de D2 |

## Compétition

### Classement
Le barème utilisé pour établir le classement est le suivant :
- Victoire : 3 points
- Match nul : 1 point
- Défaite : 0 point

| Rang | Équipe                 | Pts | J  | G  | N | P  | Bp | Bc | Diff |
| ---- | ---------------------- | --- | -- | -- | - | -- | -- | -- | ---- |
| 1    | Kazma Sporting Club T  | 34  | 14 | 11 | 1 | 2  | 20 | 7  | +13  |
| 2    | Al Arabi Koweït        | 28  | 14 | 9  | 1 | 4  | 20 | 11 | +9   |
| 3    | Al Kuwait Kaifan C     | 27  | 14 | 8  | 3 | 3  | 20 | 14 | +6   |
| 4    | Qadsia Sporting Club   | 21  | 14 | 6  | 3 | 5  | 16 | 14 | +2   |
| 5    | Al Fehayheel           | 16  | 14 | 4  | 4 | 6  | 13 | 19 | -6   |
| 6    | Al Yarmouk             | 13  | 14 | 4  | 1 | 9  | 13 | 22 | -9   |
| 7    | Al-Salmiya SC          | 12  | 14 | 3  | 3 | 8  | 12 | 17 | -5   |
| 8    | Al Tadamon Farwaniya P | 8   | 14 | 2  | 2 | 10 | 9  | 19 | -10  |

|  | Qualification pour la Coupe des clubs champions du golfe Persique 1988 et pour la Coupe des clubs champions arabes de football 1988 |
|  | Relégation directe en deuxième division                                                                                             |
|  | T : Tenant du titre C : Vainqueur de la Coupe du Koweït P : Promu de D2                                                             |

## Bilan de la saison
| Championnat du Koweït de football 1986-1987       |                                |
| Champion                                          | Kazma Sporting Club (2e titre) |
| Coupes et trophées                                |                                |
| Vainqueur de la Coupe du Koweït 1986-1987         | Al Kuwait Kaifan               |
| Qualifications continentales                      |                                |
| Coupe des clubs champions du golfe Persique 1988  | Kazma Sporting Club            |
| Coupe des clubs champions arabes de football 1988 | Kazma Sporting Club            |
| Promotions et relégations                         |                                |
| Promus en Premier League                          | Al Nasr Koweit                 |
| Relégués en First Division                        | Al Tadamon Farwaniya           |